# 대명중학교 (대구)
대명중학교(大明中學校)는 대한민국 대구광역시 남구 대명동에 있는 공립 중학교이다.    

## 학교 연혁
- 1969년 11월 7일 : 대명여자중학교 설립 인가(45학급)
- 1970년 2월 2일 : 초대 정종진 교장 취임
- 1970년 3월 5일 : 개교와 동시에 제1학년 10학급 입학
- 1973년 1월 19일 : 제1회 졸업식 거행(644명)
- 1982년 9월 23일 : 체육관 준공
- 1985년 3월 1일 : 학칙 개정으로 37학급 편성(보통학급 36, 특수학급 1학급)
- 1997년 10월 22일 : 교육부 지정 교육과정 연구학교 공개(교육부)
- 2000년 7월 5일 : 급식시설 설치
- 2002년 3월 1일 : 학칙 개정 20학급(남녀공학)
- 2008년 12월 5일 : 도서관 '책뜨락' 개관식
- 2020년 9월 1일 : 문희정 교장 취임
- 2022년 2월 10일 : 제50회 졸업식(71명)
- 2022년 3월 2일 : 제53회 입학식(93명)

## 참고 자료
- 대명중학교 - 한국교육학술정보원 학교알리미